# Fiat 8V

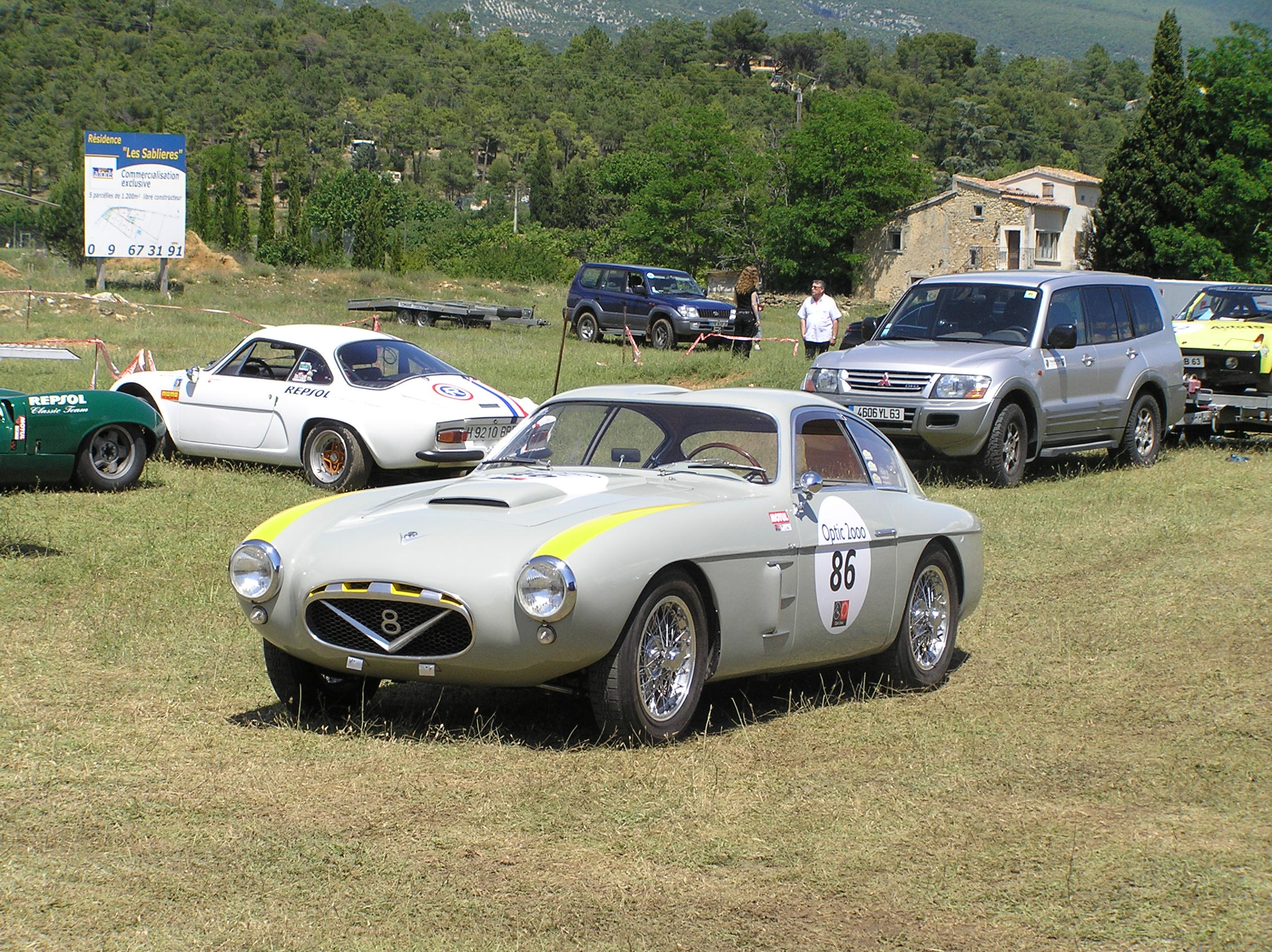
Fiat 8V Zagato 1954

La Fiat 8V - "Otto Vu" à l'italienne, est une voiture coupé deux places lancée par le constructeur italien Fiat au Salon de l'Auto de Paris 1952.

## Histoire
En 1947, le président de Fiat, Vittorio Valletta, convoque le célèbre Dante Giacosa pour lui confier l'étude et la réalisation d'une toute nouvelle voiture destinée au marché nord-américain. Selon les historiens, cette décision avait été prise d'un commun accord avec le Président du Conseil Alcide de Gasperi ; elle devait être le symbole des remerciements italiens pour la promesse du Plan Marshall.
Il avait donc été prévu de réaliser une grosse berline selon les goûts américains. Peu convaincu de l'intérêt d'une telle voiture, Giacosa répondit « Il faudrait peut être la construire en Amérique ». Cette réponse ironique n'était certes pas habituelle dans la bouche du parfait technicien toujours très courtois, sérieux et discipliné. Les usines Fiat arrivaient déjà très péniblement à produire les voitures pour le marché italien durant ces années de reconstruction industrielle après les graves dommages subis par les bombardements de la Seconde Guerre mondiale.
Giacosa obtint de prévoir un moteur 8 cylindres au lieu de 6, ce qui évitait les difficultés de mise au point toujours délicates des moteurs 6 cylindres. Il pensait également pouvoir utiliser ce nouveau moteur à d'autres fins.
C'est ainsi qu'est né le projet "106" qui sera de courte durée. Le premier prototype réalisé par Pininfarina ne fut pas retenu. La nécessité politique d'un tel projet disparut peu à peu, jusqu'à son abandon officiel. Giacosa en profita pour appliquer les expériences technologiques acquises pour la nouvelle Fiat 1400, sans pour autant trouver comment utiliser le moteur 8V.

## La voiture
En 1950, la direction commerciale de Fiat décida qu'il fallait fabriquer une berlinette pour relancer l'image sportive de la marque. Cette demande, comme celle de la grosse berline américaine, ne lui convenait pas. Il avait toujours beaucoup de mal à terminer toutes les études pour les nouveaux modèles de grande série qu'il ne voyait pas la nécessité d'être distrait par ce type de projet.
La solution adoptée consista à confier l'étude du projet à la société Siata en lui fournissant le moteur "8V". Cette voiture était donc  entièrement nouvelle et n'utilisait aucun composant déjà connu sur un autre modèle de la marque à l'exception des suspensions qui étaient celles de la Fiat 1100, d'une robustesse et fiabilité à toute épreuve, Fiat les ayant utilisées sur un prototype de 4x4.
La partie la plus remarquable était son moteur, un V8 de 1996 cm3 de cylindrée avec une ouverture du V à 70°. Le prototype d'essais montait une version à 2 carburateurs double corps Weber "36DC F3" qui développait 105 ch à 6 000 tr/min tandis que les versions commercialisées comportaient 3 carburateurs et donnaient 115 puis 127 ch.
La ligne était très élégante et filante, la vitesse atteignait les 204 km/h, ce qui était exceptionnel pour une voiture de série à l'époque. L'aérodynamique avait été soignée grâce à la mise au point dans le tunnel soufflerie Fiat d'Orbassano. Elle disposait d'une suspension à 4 roues indépendantes. Disposant d'un châssis tubulaire, plus rigide et plus léger qu'une coque intégrale, la carrosserie en acier était le fruit de l'étude de l'ingénieur Rapi, le même qui avait par le passé conçu la fameuse Isotta Fraschini 8C Monterosa.
Pour ne pas perturber la production des modèles en grande série, Giacosa décida de faire fabriquer la "8V" par la division Carrosseries Spéciales de Fiat. La demande de ce modèle resta très faible en raison d'un coût élevé. Il fut alors décidé de confier les châssis motorisés aux grands carrossiers que sont Ghia, Siata,  Vignale, Bertone, Pininfarina et Zagato qui réaliseront de très remarquables  exemplaires.

En 1954, Fiat lança la seconde série du modèle, avec une carrosserie en fibres de verre ne pesant que 48 kg. La puissance du moteur étant passée de 115 à 127 Ch. Cette version aurait pu relancer le modèle car son poids allégé laissait entrevoir de grandes possibilités mais la direction de Fiat décida d'arrêter définitivement la production.
114 exemplaires de ce modèle ont été fabriqués, y compris les versions des carrossiers spécialisés.